# Karl Johanny

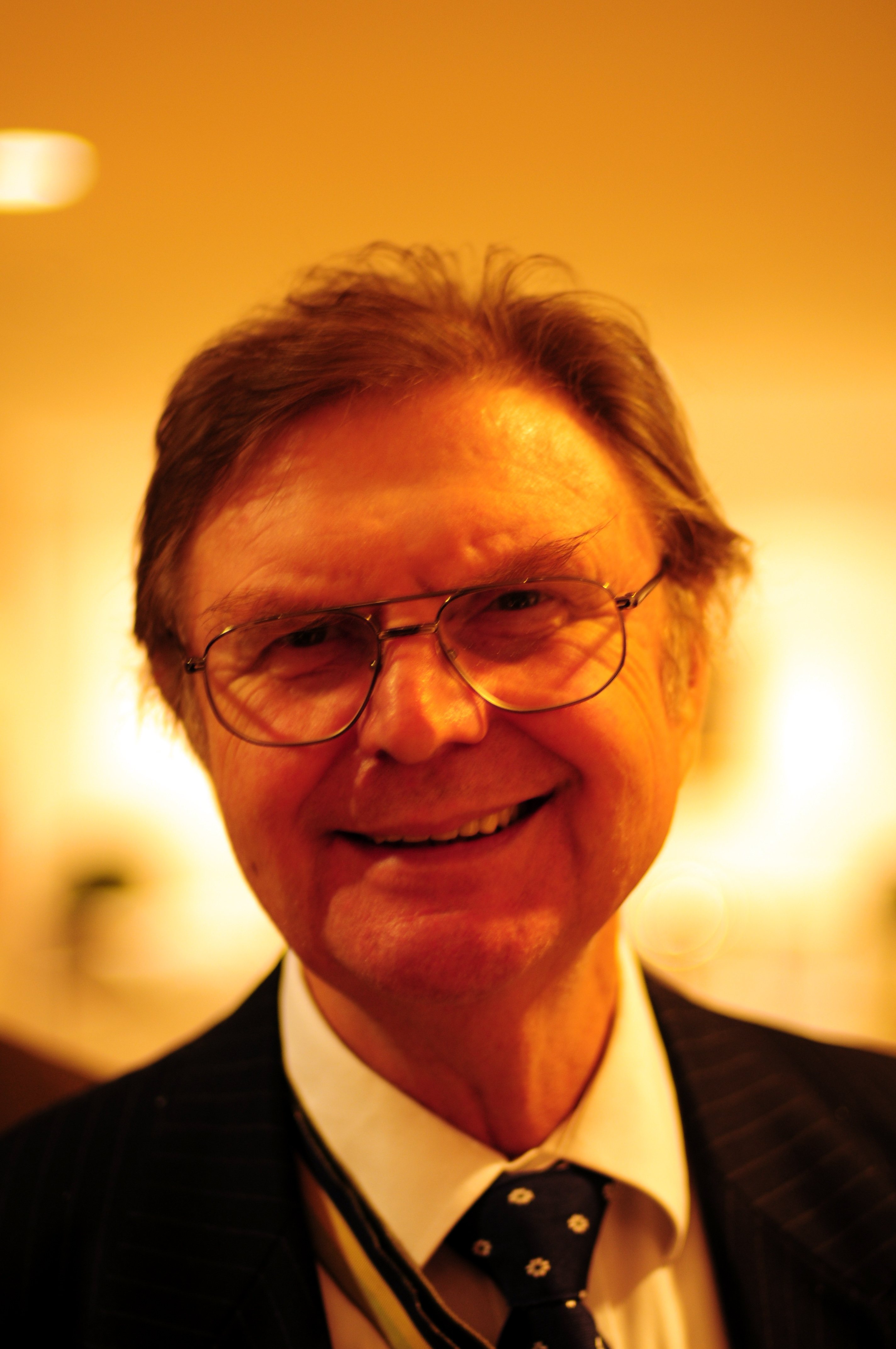
Karl Johanny

Karl Johanny (* 12. Juni 1940 in Berlin) ist ein deutscher Verwaltungsjurist und Ministerialbeamter.

## Werdegang
Johanny studierte an der Julius-Maximilians-Universität Rechtswissenschaft. 1961 wurde er im Corps Bavaria Würzburg recipiert. Als Consenior und Senior ausgezeichnet, wechselte er 1962 an die Ludwig-Maximilians-Universität. Dort wurde er auch im Corps Suevia München aktiv. 1965/66 folgte ein Politologiestudium in den Vereinigten Staaten. 1966 wurde er in Würzburg zum Dr. iur. promoviert. Er trat nach Wehrdienst und Assessorexamen in die Bundeswehrverwaltung ein und war ab 1971 im Bundesministerium der Verteidigung tätig. 1982–1987 war er als Referent für Außen-, Verteidigungs-, Deutschland- und Entwicklungspolitik zur CDU/CSU-Fraktion im Deutschen Bundestag beurlaubt. Am 3. Oktober 1990 wurde er erster Präsident der neu aufgebauten Wehrbereichsverwaltung VII in Strausberg. Von August 1995 bis 1997 war er als Ministerialdirektor Abteilungsleiter der Sozialabteilung im Verteidigungsministerium, ab 1998 ebendort Abteilungsleiter Wehrverwaltung, Infrastruktur und Umweltschutz. Er ist Herausgeber der Schriftenreihe Mein Recht als Wehrpflichtiger. 2008–2011 saß er im Bonner Vorstand des Verbandes Alter Corpsstudenten.

## Ehrungen
- Verdienstorden der Bundesrepublik Deutschland, Verdienstkreuz am Bande (1981)
- Bundesverdienstkreuz 1. Klasse (1990)

## Schriften
- Die Geschichte der Bundeswehrverwaltung, Bundeswehrverwaltung 2016, S. 249 ff.
- Ein Teil der Bundeswehr wie die Streitkräfte – 50 Jahre Bundeswehrverwaltung, Klaus-Jürgen Bremm, Hans-Hubertus Mack, Martin Rink (Hrsg.): Entschieden für Frieden. 50 Jahre Bundeswehr. 1955 bis 2005. = 50 Jahre Bundeswehr. Rombach, Freiburg (Breisgau) u. a. 2005, ISBN 3-7930-9438-3.
- Wehrverwaltung in den neuen Bundesländern und Berlin, Thoß (Hrsg.): Vom Kalten Krieg zur Deutschen Einheit. Im Auftrag des Militärischen Forschungsamtes, München 1995, S. 393 ff.